# Palau Episcopal de Braga

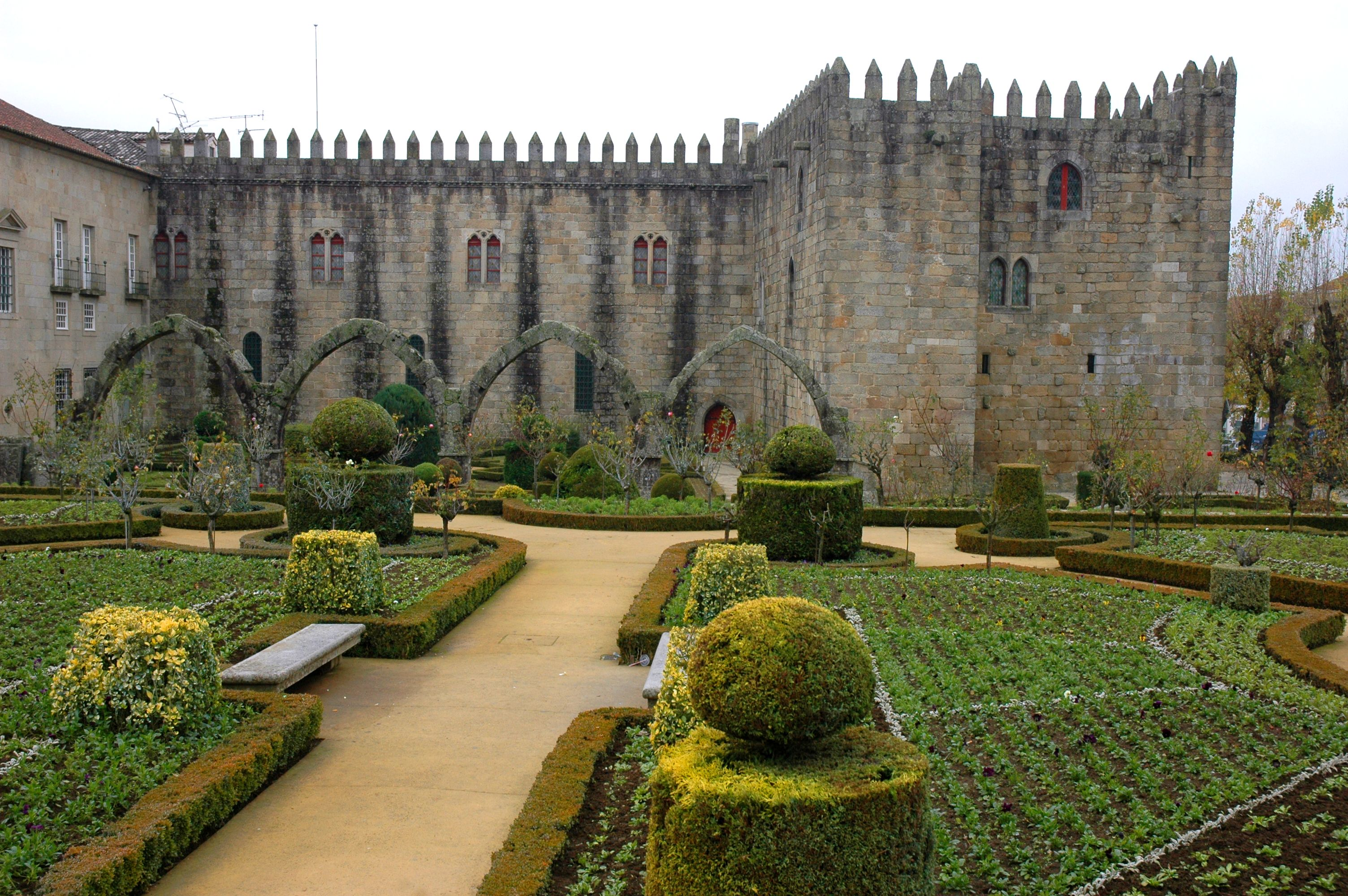
El palau des del jardí de Santa Bàrbara

El Palau Episcopal de Braga (en portuguès Paço Episcopal Bracarense) va ser el palau dels arquebisbes de Braga, Portugal. Està situat al centre històric, molt a prop de la catedral i al costat dels jardins de Santa Bàrbara. La construcció de nous edificis al llarg dels segles va tenir com a resultat un extraordinari conjunt urbà multiarquitectònic. Així com en el passat va ser la seu de la major entitat sociocultural de la regió (església catòlica), avui ho continua sent com a rectoria de la Universitat del Minho. També s'utilitza com a biblioteca i arxiu. La façana data dels segles xiv, xvii i xviii, però un gran incendi va destruir el seu interior al segle xviii.